# Метцентин, Вальдемар
Вальдемар Эрик Метцентин (нем. Waldemar Eric Metzenthin; 24 февраля 1875 — 18 сентября 1942) — американский ученый, спортивный тренер и администратор колледжа. Он был профессором германистики в Техасском университете в Остине. Брат Э. К. П. Метцентина.

## Биография
Метцентин родился в Берлине 24 февраля 1875 года в семье пастора. В 1886 году вместе с семьёй переехал в США. Учился в колледже Франклина и Маршалла в Ланкастере, штат Пенсильвания, где играл в студенческий футбол. В 1906 году он получил степень магистра искусств в Колумбийском университете. Метцентин поступил в Техасский университет в 1906 году в качестве помощника футбольного тренера. В следующем году он был назначен адъюнкт-профессором германских языков, главным тренером по футболу и директором по физической подготовке. Он также преподавал в Южном методистском университете с 1919 по 1922 годы, в школе стоматологии Университета Бейлора (ныне Техасский Университетский колледж стоматологии) с 1922 по 1923 годы и педагогическом колледже штата Северный Техас (ныне Университет Северного Техаса) — с 1923 по 1928 годы. Впоследствии он вернулся в Техасский университет в качестве штатного профессора и был назначен заведующим кафедрой германских языков в 1941 году.
Метцентин также тренировал футбольную команду Texas Longhorns и мужскую баскетбольную команду с 1907 по 1908 и 1909 по 1911 годы соответственно, а также занимал пост спортивного директора Texas с 1930 по 1935 год.
Умер после перенесенного инсульта 18 сентября 1942 года в больнице Сетон в Остине, штат Техас.